# Chartisten

Zeichnung eines Chartisten-Aufstands.

Die Chartisten waren eine politische Reformbewegung im Vereinigten Königreich in der ersten Hälfte des 19. Jahrhunderts. Sie werden „manchmal als die erste unabhängige Arbeiterbewegung bezeichnet, die sich auf britischem Boden bildete.“
Sie vertraten vornehmlich die folgenden Forderungen:
1. Zulassung von Gewerkschaften
2. Arbeitszeitverkürzung (Zehn-Stunden-Tag) und bessere Arbeitsbedingungen
3. Erweiterung des Wahlrechts
4. Aufhebung der Kornzölle

Die Ziele wurden nur zum Teil erreicht, insbesondere nicht die Forderung nach allgemeinem Wahlrecht, die in der People’s Charter formuliert war.
Aber es wurden (zum Teil mit erheblicher Verzögerung) erreicht:
- 1842 und 1844 Arbeiterschutzgesetze
- 1844 die Gründung der Bewegung der Konsumgenossenschaften
- 1846 die Aufhebung der Kornzölle
- 1847 der Zehn-Stunden-Tag

Chartisten setzten sich für die Abschaffung weiblicher Fabrikarbeit ein, um so die Versorgung der Familie durch die Frau und die Ernährung der Familie durch den Mann zu sichern.

## Verlauf

### Anfänge
Die Entstehung ist vermutlich auf den Reform Act von 1832 zurückzuführen, der dem größten Teil der bürgerlichen Mittelklasse das Wahlrecht gab, nicht aber der Arbeiterklasse.
Da sehr viele Organisationen den Chartisten zugerechnet werden, sprechen manche Forscher nicht von einer Bewegung, sondern von einer Zeit, in der die Arbeiter an die Lösbarkeit ihrer Probleme durch politische Reformen glaubten („For a short period, thousands of working people considered that their problems could be solved by the political organization of the country.“ – Dorothy Thompson in The Chartists). Anfangs nahm Thomas Attwood (1783–1856) ein englischer Bankier, Ökonom und bürgerlicher Politiker an der Chartistenbewegung teil.
Am 8. Mai 1838 wurde die von William Lovett formulierte People’s Charter veröffentlicht. Sie enthielt folgende Ziele:
- Allgemeines Wahlrecht für Männer ab 21 Jahren
- gerechte Wahlkreisaufteilung (u. a. Beseitigung der Rotten boroughs)
- geheime Wahl
- Beseitigung von Einschränkungen für das passive Wahlrecht für Parlamentsabgeordnete
- Besoldung von Parlamentsabgeordneten
- regelmäßige Parlamentssitzungen

Diese Wahlreformbewegung verband sich mit bereits vorher bestehenden, meist sozial ausgerichteten Selbstorganisationsformen der Arbeiterschaft, die nun erstmals politische Forderungen formulierten. Von 1836 an kam es zu einer Gründungswelle von Arbeiterorganisationen, begünstigt auch durch die wiederholten britischen Wirtschaftskrisen in der Mitte des 19. Jahrhunderts. Träger der People’s Charter wurde die London Working Men’s Association (LWMA). Sie beanspruchte für sich die Vertretung der Interessen der qualifizierten Facharbeiter. Mit friedlichen und legalen Mitteln sollte für diese Gruppe politischer Einfluss errungen werden. Dabei galt es sich sowohl gegen die Grundbesitzer als auch gegen die aufstrebenden, die Wirtschaft beherrschenden Großbürger durchzusetzen, die gemeinsam das Parlament dominierten. Aus der People’s Charter spricht die Forderung, den Arbeitern selbst den Weg in das Unterhaus zu öffnen und ihren Einfluss bei den Wahlen zu erhöhen, um dadurch soziale Verbesserungen für die Arbeiterschaft zu erreichen. Das Werkzeug zum Erreichen dieses Ziels sollte eine auf zahlreiche Unterschriften aus der Bevölkerung gestützte Petition an das Unterhaus sein.

### Erste Charter
Die sechs Forderungen verbreiteten sich nach ihrer Veröffentlichung 1838 rasch durch das gesamte Land. Einen erheblichen Beitrag dazu leistete der irische Unterhaus-Abgeordnete Feargus O’Connor, der mit seiner Befürwortung gewaltsamer Aktionsformen, der so genannten physical force zwar in Opposition zur LWMA stand, mit seiner Zeitung Northern Star aber die neue Bewegung in die Öffentlichkeit trug und verschiedene radikale Gruppen in Leeds zur Great Northern Union vereinte. Auch die bis dahin nur aus wenigen hundert Mitglieder bestehende LWMA erlebte eine Wachstumsphase. Neben der LWMA unterstützten zahlreiche andere radikale Organisationen die People’s Charter. Neben London bildete Birmingham ein Zentrum des frühen Chartismus, wenn auch mit der Birmingham Political Union (BPU) als eigenständige Organisation und der National Petition als eigenem Basisdokument. Eine Voraussetzung für den Erfolg des Chartismus war die starke Unterstützung durch die Gewerkschaften, die agitations-erfahrene Führungsfiguren und ein das Land überspannendes, in industriellen Zentren besonders dichtes Organisationsnetz boten. Zahlreiche Publikationen, Pamphlete, Reden und Versammlungen zu programmatischen Fragen und zur Vorbereitung der Petition sowie einer nationalen Versammlung der Vertreter des Chartismus bestimmten das Jahr 1838.
Im Februar 1839 trat der erste Nationalkonvent mit Delegierten der verschiedenen Chartisten-Bewegungen zusammen, der mit LWMA-Anführer William Lovett einen Gemäßigten zu ihrem Sprecher wählte. Die eigentliche Aufgabe der Versammlung war die Vorbereitung der Petitions-Übergabe an das Parlament. Diskutiert wurde allerdings vor allem die Vorgehensweise der Bewegung im Falle der Ablehnung der Petition. Dass die Petition nicht angenommen werden würde, war den Teilnehmern des Konvents klar. Strittig blieb die Frage, ob darauf und auf die ebenfalls befürchteten repressiven Maßnahmen des Staats mit physical force oder weiterhin mit moral force, also der lediglichen Zurschaustellung der großen Unterstützermassen, geantwortet werden sollte. Nach dem Ausscheiden verschiedener moderater Gruppen setzten sich die Verfechter der physical force weitgehend durch. Für den Fall der Ablehnung der Petition wurde gewaltsame Gegenwehr sowie Streikaktionen und Massenversammlungen als ulterior measures angekündigt. Auch in den lokalen Gliederungen, insbesondere im Norden Englands, stieg die Gewaltbereitschaft der Chartisten.
Dem Unterhaus wurden am 7. Mai 1839 1,3 Millionen Unterschriften zur Unterstützung der People’s Charter übergeben. Nur eine Minderheit der Abgeordneten war bereit, die Forderungen überhaupt zu diskutieren. In London wurde ein starkes Polizeiaufgebot zusammengezogen. Die meisten Mitglieder der Bewegung waren vom Misserfolg der Petition aber mehr schockiert als dass sie ihn als Anlass für einen Aufstand ansahen. Ein erwogener Generalstreik wurde nie in Angriff genommen. Zahlreiche Delegierte verließen den Konvent, der ab Mai in Birmingham weitertagte. Aufgrund innerer Streitigkeiten löste sich die Versammlung im September 1839 auf.
Nach der missglückten Petition kam es im Umfeld des Chartismus, auch als Reaktion auf die anlaufende Verhaftungs- und Prozesswelle, von der nahezu alle Anführer betroffen waren, zu gewaltsamen Auseinandersetzungen. Allerdings handelte es sich dabei nicht um die diskutierten ulterior measures. Sie wurden nicht konsequent oder gar nach einem das gesamte Land umfassenden Plan umgesetzt. Aus dem für einen Monat geplanten Generalstreik wurde eine lediglich dreitägige Arbeitsniederlegung in einigen Regionen, die aber zahlreiche Verhaftungen zur Folge hatte. Die chartistischen Führer und vor allem die Teilnehmer des Konvents versuchten, die Lage zu entspannen. Trotzdem zeigten sich die Chartisten zunehmend in milizähnlichen Formationen im Straßenbild, trainierten den Waffengebrauch und verstärkten die Propagandaarbeit vor Ort. Auch die Öffentlichkeit erwartete eine unmittelbar bevorstehende Konfrontation zwischen der Bewegung und dem Staat.
Besonders schwerwiegend war der Versuch einer großen Arbeitermenge, Schätzungen sprechen von 3.000 bis 7.000, im walisischen Newport den Chartistenführer Henry Vincent aus dem Gefängnis zu befreien. Der von seinen Anführern als Beginn einer Revolution gedachte Aufstand scheiterte jedoch an der massiven Gegenwehr der Polizei. Aufstände im restlichen Großbritannien blieben aus, da auch dort die Behörden mit einer Verhaftungswelle gegen die Chartisten vorgingen.

### Zweite Charter
Zu Beginn des Jahres 1840 hatte der Chartismus durch den offensichtlichen Misserfolg der ersten Petition und die Verhaftung zahlreicher Führungsfiguren viel von seiner Anziehungskraft verloren. Auch die positive Wirtschaftsentwicklung schwächte die Bewegung. Allerdings setzte fast gleichzeitig eine organisatorische Neuformierung ein. Noch 1840 entstand die National Charter Association (NCA), der die Mehrzahl der aktiven Chartisten beitrat. Die neue Organisation setzte verstärkt auf die Beeinflussung der öffentlichen Meinung durch Vorträge und Pamphlete. Zudem wurden die Koordination der lokalen chartistischen Gruppen, für die der Northern Star weiterhin eine zentrale Rolle spielte, und das Sammeln von Finanzmitteln vorangetrieben. Die folgenden Jahre waren aber auch von Abspaltungen einzelner Zirkel, Auseinandersetzungen zwischen Chartisten und anderen Reformgruppen, der Herausbildung religiös motivierter Gruppen und vom verstärkten Engagement in der Lokalpolitik geprägt. Vor allem die chartistischen Kirchen sowie die chartistische Abstinenzbewegung, beide vor allem in Schottland stark, lösten sich aus der Gesamtbewegung und sahen sich zunehmend weniger als Teilströmung und mehr als Alternative.
Bis 1842 wuchs die NCA zu einer Massenbewegung mit 70.000 Mitgliedern an. Trotz des Misserfolgs und der Verfolgung des Jahres 1839 kehrten nur wenige Chartisten der Bewegung den Rücken. Vor allem führende Vertreter der moral-force-Fraktion waren von den Gewaltereignissen abgeschreckt worden. Das chartistische „Fußvolk“ blieb jedoch in der Bewegung. Bereits kurz nach seiner Entlassung aus dem Gefängnis im August 1841 weitete Feargus O’Connor seinen Einfluss auch auf die NCA aus. Als autoritärer Anführer formte er den Chartismus in Richtung auf eine unter ihm geschlossene Organisation um. Sein physical-force-Kurs führte zum Bruch mit Teilen der Organisation unter Lovett und weiteren lokalen Gruppen vor allem in Schottland. Gleichzeitig scheiterten Versuche, sich in der Complete Suffrage Union mit dem Bürgertum zu verbünden.
Schon während der Gründung der NCA war die Organisation einer neuen landesweiten Petition ein zentrales Ziel der Chartisten. Im Winter 1841/42 betrieben führende Chartisten, allen voran Feargus O’Connor, massive Propagandakampagnen zum Sammeln von Unterschriften, die weitaus besser organisiert waren als die Vorarbeit zur ersten Petition. Zusätzlichen Auftrieb erhielt die Petitionskampagne durch den vorangegangenen Regierungswechsel. Die Chartisten hofften, in der Tory-Regierung und dem neu zusammengesetzten Unterhaus wohlgesinnte Ansprechpartner zu finden.
Dem Unterhaus wurde die zweite Petition mit 3,3 Millionen Unterschriften am 4. Mai 1842 vorgelegt. Das Dokument enthielt neben den Forderungen der ursprünglichen People’s Charter eine größere Zahl von exakt umrissenen politischen Forderungen, unter anderem Beschwerden über die cruel wars against liberty und die unconstitutional police force. Darüber hinaus wurden das Poor Law von 1834, die Arbeitsbedingungen in den Fabriken sowie die Erhebung von Kirchensteuern auf Nonkonformisten kritisiert und Königin Victoria persönlich angegriffen. Auch diese Unterschriftenliste wurde abgelehnt. Der Bewegung versetzte das einen weitaus stärkeren Schlag als das Scheitern von 1839.
Für die Zeitgenossen war die Petition weniger wichtig als die erneut beginnende Unruhe der Arbeiterschaft, in die die Chartisten ebenfalls verwickelt waren. Die lokalen Gruppen arbeiteten im wirtschaftlichen Krisenjahr 1842 verstärkt mit den Gewerkschaften zusammen und organisierten Streiks in den industriellen Zentren Großbritanniens. Die Anführer des Chartismus auf Landesebene verhielten sich dagegen gegenüber den Streiks uneinheitlich. Während vor allem Feargus O’Connor und der Northern Star die Streiks ablehnten, stießen sie bei vielen anderen führenden Chartisten auf Zustimmung. Sie waren im Gegensatz zu der vorhergegangenen Welle der Bewegung verstärkt bereit, zu gewaltsamen Mitteln zu greifen. Die Ablehnung der zweiten Petition durch das Unterhaus hatte maßgeblich zur Frustration der Arbeiterschaft beigetragen. Sie hatte erneut klargemacht, dass friedliche Versuche politischer Partizipation keine Aussicht auf Erfolg hatten. Die Arbeiter nahmen die Durchsetzung der People’s Charter häufig in die Forderungen auf, die sie mit ihren Streiks durchsetzen wollten. Als die Streiks sich im August 1842 zu Unruhen und Maschinenstürmereien steigerten, kam es zu militärische Aktionen gegen die Streikenden und einer neuen Verhaftungswelle, die eine weitere Schwächung des Chartismus zur Folge hatte. Zugleich entspannte sich nach einer guten Ernte die allgemeine Lage in Großbritannien und die Streiks ebbten ab, ohne politische Effekte erzielt zu haben. Eine so enge Kooperation zwischen organisierter Arbeiterschaft und Chartisten wie im Jahr 1842 entwickelte sich nie wieder. Die NCA, und an ihrer Spitze O’Connor, blieb jedoch gemeinsam mit einem Netzwerk aus chartistischen Schulen, Vereinen und Gotteshäusern auch während der folgenden Periode einer reibungslos laufenden Wirtschaft bestehen, um im Fall einer Krise die Bewegung wieder zum Leben zu erwecken.

### Dritte Charter
In den folgenden Jahren wandte sich der Chartismus unter der ideologischen Führung von O’Connors Northern Star verstärkt der ökonomischen Thematik zu. Die Zeitung forderte eine Rückkehr der Bevölkerung zum Landleben, um so den Einfluss des industriellen Großkapitals zu brechen. Während eines Konvents in Birmingham im September 1843 billigten die Abgeordneten O’Connors Vorstellungen einer Landreform. Der Land Plan sah die Gründung einer Gesellschaft vor, die mit den wöchentlichen Einzahlungen ihrer Mitglieder Ackerland erwerben sollte. Auf kleinen Parzellen dieser Fläche sollten Mitglieder angesiedelt werden, die mit ihren Pachtzahlungen den Erwerb weiterer Flächen ermöglichen sollten. Eine chartistische Zusammenkunft im Jahr 1845 in London beschloss die Gründung dieser Landgesellschaft. Sofort setzte ein reger Zulauf ein. Auf ihrem Höhepunkt in den Jahren 1847 bis 1848 erreichte die Landreform-Bewegung bis zu 70.000 Mitglieder. Doch schon 1850 endete mit dem Zusammenbruch von O’Connors persönlichen Finanzen auch der Land Plan.

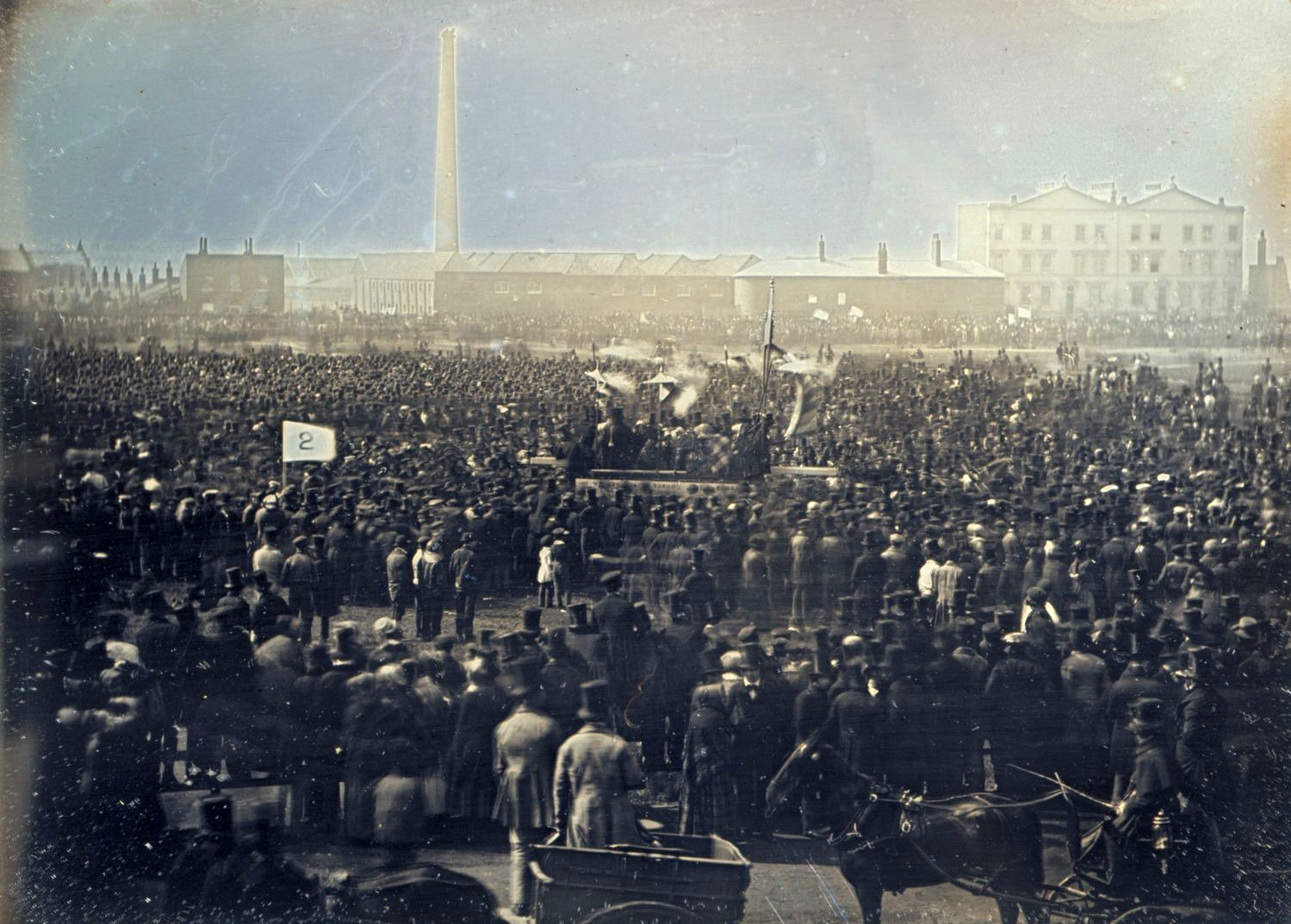
Die Kundgebung der Chartisten am 10. April 1848 in London/Kennington Common (Fotografie von William Kilburn)

Angeregt durch Erfolge chartistischer Kandidaten bei der Unterhauswahl des Jahres 1847 datierte das dritte und letzte Aufflackern des Chartismus auf 1848, das Revolutions- und letzte Krisenjahr in der Mitte des 19. Jahrhunderts. Noch einmal kamen die Delegierten im April in London zu einem Nationalkonvent zusammen. Die Übergabe der zwei Millionen Namen umfassenden Unterschriftenliste an das Unterhaus sollte von einem großen Demonstrationszug begleitet werden. Angesichts der revolutionären Ereignisse auf dem europäischen Festland und in Furcht vor einem Übergreifen auf Großbritannien griff die Regierung hart durch. Allerdings traf das große Aufgebot an Polizisten und Freiwilligen aus dem Bürgertum auf weniger Demonstranten als erwartet. Die zurückgehende chartistische Anhängerschaft schlug sich bereits in der Beteiligung an der Kundgebung am 10. April nieder. Sie blieb weit hinter der von Organisator O’Connor angestrebten Zahl von 300.000 Menschen zurück. Zeitgenössische Schätzungen bewegen sich zwischen 15.000 und 50.000 chartistischen Teilnehmern. Zudem war der Petitionsversuch mit einer Blamage für die Bewegung verbunden, da sich zahlreiche Unterschriften als Fälschungen erwiesen. Die Tatsache, dass eine Demonstration so nahe am Parlamentsgebäude illegal war, wurde im Gegensatz zu den vorherigen Petitions-Übergaben erstmals strafrechtlich verfolgt. Der 10. April blieb ohne einen Mobilisierungseffekt für die Bewegung. Der Nationalkonvent tagte zwar weiter, kam aber zu keinen Ergebnissen. Auch die Führungspersonen konnten sich auf keine gemeinsame Reaktion auf das erneute Scheitern der Petition einigen.

### Niedergang
Zu diesem Zeitpunkt hatte die Bewegung darüber hinaus ihre Unterstützer im Bürgertum verloren. Die Mittelschicht war mit der Whig-Regierung weitgehend zufrieden und teilte deren Angst vor einer Revolution. Die vom Bürgertum verurteilten Arbeiterunruhen des Frühjahrs 1848 in London wurden mit dem Chartismus in Verbindung gebracht. Auch die Arbeiterschaft zweifelte an den Erfolgsaussichten der alten chartistischen Aktionsformen, wie etwa der Petitionen. Zunehmend spalteten sich die Arbeiter: Ein Teil setzte in kleinen radikalen Gruppen nach dem Beispiel des europäischen Festlands auf den gewaltsamen Umsturz. Die übrigen Arbeiter versuchten, auch um sich von diesen radikalen Elementen abzusetzen, in genossenschaftlichen Organisationen in kleineren Schritten ihre sozialen Ziele zu erreichen. Politischen Reformen, dem Hauptanliegen der Chartisten, wurde immer weniger zugetraut, Lösungen für soziale Probleme zu bieten. Andererseits nahm sich auch der Staat zunehmend effektiver der sozialen Probleme an. Darüber hinaus wurden die Chartisten verstärkt mit der irischen Unabhängigkeitsbewegung in Verbindung gebracht, die auf allgemeine Ablehnung stieß. Auch der Chartismus selbst veränderte sich. Zweige der Bewegung radikalisierten sich im Frühjahr und Sommer 1848. Diese Tendenzen wurden durch die zahlreichen jungen Mitglieder vorangetrieben, die im Revolutionsjahr zuströmten. Damit schien sich die Revolutionshysterie zu bewahrheiten und erneut ging die Staatsgewalt gegen die Reste der Bewegung vor.
In den Folgejahren bildeten sich zahlreiche rivalisierende Gruppen. Versuche, diese Organisationen wieder zusammenzuführen und eine Allianz mit anderen sozialen Bewegungen zu schmieden, bleiben erfolglos. Mit dem Bankrott O’Connors setzte auch der Niedergang des Northern Star ein. Die zerfasernde Bewegung bot kein festes Leserpotential mehr und die Zeitung selbst hatte ihr zentrales Thema verloren. 1852 wurde das Nachfolgeblatt Star of Freedom eingestellt. Zum Begräbnis von Feargus O’Connor kamen 1855 in London noch ein Mal 20.000 Menschen zusammen.
1858 kam es zum letzten Chartistenkonvent, an dem lediglich 41 Delegierte teilnahmen. In dieser letzten Phase, seit 1850, gewinnen George Julian Harney und Ernest Charles Jones zunehmend Einfluss. Sie gaben dem Chartismus eine zunehmend sozialistische Ausrichtung. Beide kannten Karl Marx und Friedrich Engels persönlich und standen mit ihnen in Kontakt. Marx und Engels wiederum verfolgten aufmerksam die Entwicklung des Chartismus und kommentierten sie in Briefen und Artikeln. 1860 löste sich die NCA auf.

## Chartistische Agitationsformen

### Petitionen
Petitionen an das Parlament waren keine Erfindung des Chartismus. Sie stellten die älteste Form der friedlichen politischen Einflussnahme in Großbritannien dar. In den drei großen Petitionen der Chartisten sollte sich die mass platform in Reinkultur ausdrücken. Die große Zahl der Unterschriften sollte den Willen des Volks an die Abgeordneten weitertragen. Die Übergabe der großen Rollen mit den Unterschriften der Unterstützer an der Spitze eines vieltausendköpfigen Demonstrationszuges stellte eine Untermauerung der Forderungen dar und machte die mass platform unmittelbar spürbar. Darüber hinaus bildete die landesweite Organisation, die zum Sammeln der Unterschriften nötig war, ein leistungsfähiges Netzwerk.

### Chartistische Versammlungen
Versammlungen bildeten ein zentrales Element der chartistischen Kultur und traten in vielfältigen Formen auf. Sie reichten vom gemeinsamen Lesen der neuesten Ausgabe des Northern Star über die Gottesdienste der chartistischen Gemeinden, Unterschriftensammlungen für die Petitionen und Vorträge prominenter Chartisten bis hin zu den großen Konventen und den Übergaben der Petitionen.
Chartistische Versammlungen erfüllten mehrere Zwecke: Sie lieferten Informationen über aktuelle Entwicklungen in der Bewegung und boten den Raum zur programmatischen Diskussion von Zielen und Vorgehensweisen. Durch sie entstand aus zahlreichen zersplitterten radikalen Gruppierungen erst eine landesweite Bewegung. Außerdem waren sie ein Forum für die Redner der Bewegung, die vor Versammlungen in oft charismatischen Auftritten eine große Zahl von Menschen zu erreichen und für die Unterstützung der Charter einnehmen konnten. Zugleich formierte sich während dieser Versammlungen für die Öffentlichkeit und die Regierung sichtbar mit bis zu sechsstelligen Teilnehmerzahlen die mass platform der Chartisten. Vor allem in der Spätphase der Bewegung wurden Versammlungen häufig verboten oder von einem massiven Polizei- und Militäraufgebot begleitet.

### Chartistische Presse
Schon in der Führung der LWMA waren zahlreiche Männer vertreten, die bereits zuvor als Verleger und Autoren radikaler Zeitschriften aufgetreten waren. Die LWMA selbst hatte sich unter anderem aus der Association of Working Men to Procure a Cheap and Honest Press entwickelt. Unter Verlegern und Journalisten war der Radikalismus seit dem Kampf gegen die Stempelsteuer verbreitet, mit der Publikationen für die Arbeiter unerschwinglich gemacht werden sollten. Die Kontinuität vom frühen Radikalismus zum Chartismus wurde vor allem von ihnen vertreten. In der Anti-Stamp-Kampagne hatten die Begründer des Chartismus gelernt, wie man politische Forderungen verfasst, die Öffentlichkeit mobilisiert und die Infrastruktur für eine politische Bewegung organisiert. Im Chartismus selbst bildeten sich zahlreiche Publikationen neu. Andere bereits bestehende radikale Zeitschriften schlossen sich schnell der neuen Bewegung an. Williams Lovetts The Charter sowie The Champion und die Weekly Police Gazette vertraten den moral-force-Mehrheitsstandpunkt im Chartismus.
Bereits im 1836 erschien die erste Ausgabe der Wochenzeitschrift Northern Star unter der Herausgeberschaft von Feargus O’Connor. Das radikale Blatt nahm sich schnell des Chartismus an und verstand sich als Sprachrohr der physical force. Der Northern Star war sofort, auch ökonomisch, erfolgreich und wurde schnell das bedeutendste Organ des Chartismus. Ein Grund dafür war der professionelle Journalismus, der im Gegensatz zu anderen chartistischen Periodika nicht ausschließlich die Meinung des Verlegers publizierte, wenn O’Connor sich auch mit Leitartikeln und seinen ungekürzten Redetexten umfassen darstellte. Zudem bot allein der Northern Star eine umfassende, nachrichtliche und nicht an bestimmte Strömungen gebundene Berichterstattung von Aktivitäten der Chartisten und anderer Radikalen in London und der Provinz. Neue Drucktechniken sowie die finanziellen Ressourcen O’Connors und seiner Unterstützer ermöglichten eine bis dahin in radikalen Publikationen unerreichte Qualität. Bis 1839 stieg die Auflage auf rund 50.000 Exemplare. Durch die Praxis des gemeinsamen Zeitungslesens dürfte aber eine weitaus größere Anzahl von Menschen erreicht worden sein. O’Connors Aufstieg lässt sich nicht zuletzt auf den Erfolg seiner Zeitschrift zurückführen. Dem Northern Star folgten rasch zahlreiche weitere Publikationen der physical-force-Chartisten.
Über seine Aufgabe als bestimmende Publikation hatte der Northern Star im Chartismus noch weitgehendere Funktionen. Er trug durch sein Erscheinen in den Krisenzeiten des Chartismus maßgeblich zum Zusammenhalt der Bewegung bei. Sein Vertriebs- und Korrespondentennetz bildete einen wichtigen und legalen Strang der landesweiten Organisation und ermöglichte zudem zahlreichen Radikalen die Finanzierung ihres Lebensunterhalts. O’Connor investierte den Gewinn der Zeitschrift in die Bewegung.
Neben den Periodika erschien eine Flut von Pamphleten und kurzfristigen Zeitschriften, die verschiedene Strömungen innerhalb des Chartismus und verschiedene Schwerpunkte vertraten.

### Chartismus und Streiks
Die Idee des Grand National Holiday spielte in der radikalen Bewegung bereits vor dem Chartismus eine große Rolle. Durch einen Generalstreik sollten einerseits politische Forderungen durchgesetzt werden, andererseits sollte in dieser Zeit ein Freiraum geschaffen werden, den die Bevölkerung zur persönlichen Bildung sowie zur Bewusstwerdung und Artikulation eines eigenen politischen Programms nutzen sollte.
In den Chartismus hielt diese Idee im Jahr 1839 Einzug. William Benbow und George Julian Harney setzten sie gegen O’Connor durch, blieben aber mit ihren Aufrufen zum Generalstreik weitestgehend erfolglos. Mehrfach wurde der Generalstreik als chartistische Taktik diskutiert, aber nur selten und ansatzweise ernsthaft propagiert. Die Regierung antwortete auf solche Aufrufe mit großer Härte, was zur Dezimierung der Befürworter des Generalstreiks beitrug.
Streiks im engeren Sinn von reinen, auf einzelne Betriebe, Branchen oder Regionen beschränkte Arbeitsniederlegungen waren die Domäne der Arbeiterschaft und der Gewerkschaften. Allerdings gab es auch Verbindungen zum Chartismus. Vor allem auf die Ablehnung der Petition von 1842 reagierte die Arbeiterschaft mit Arbeitsniederlegungen und Demontagen an Industrieanlagen (plug plot riots).
Das Ausmaß der chartistischen Beteiligung an den Streiks des Jahrs 1842 ist in der Forschung umstritten. Dorothy Thompson weist nach, dass lokale Chartistenführer frühzeitig zu Streiks aufriefen und dass die Unterstützung der chartistischen Forderungen für viele Arbeiter einen höheren Stellenwert einnahmen als das Erkämpfen höherer Löhne. Die oberste Ebene der Chartisten, vor allem Feargus O’Connor, reagierte zurückhaltend. Sie versuchten zwar einerseits die landesweite Mobilisierung voranzutreiben, bemühten sich aber gleichzeitig darum, die Streikenden zu disziplinieren, um gewaltsame Zusammenstöße mit der Staatsmacht zu vermeiden. Die Streiks blieben allerdings erfolglos. Der massive Militäreinsatz des Dukes of Wellington beendete im August 1842 die Streiks.